# Ґонсьорово (Олецький повіт)
Ґонсьорово (пол. Gąsiorowo, нім. Groß Gonschorowen) — село в Польщі, у гміні Велички Олецького повіту Вармінсько-Мазурського воєводства.
Населення — 132 особи (2011).
У 1975-1998 роках село належало до Сувальського воєводства.

## Демографія
Демографічна структура станом на 31 березня 2011 року:
|          | Загалом | Допрацездатний вік | Працездатний вік | Постпрацездатний вік |
| -------- | ------- | ------------------ | ---------------- | -------------------- |
| Чоловіки | 71      | 15                 | 51               | 5                    |
| Жінки    | 61      | 10                 | 39               | 12                   |
| Разом    | 132     | 25                 | 90               | 17                   |